# Rheumaptera nigrita
Rheumaptera nigrita là một loài bướm đêm trong họ Geometridae.